# Hôtel-Dieu de Lyon

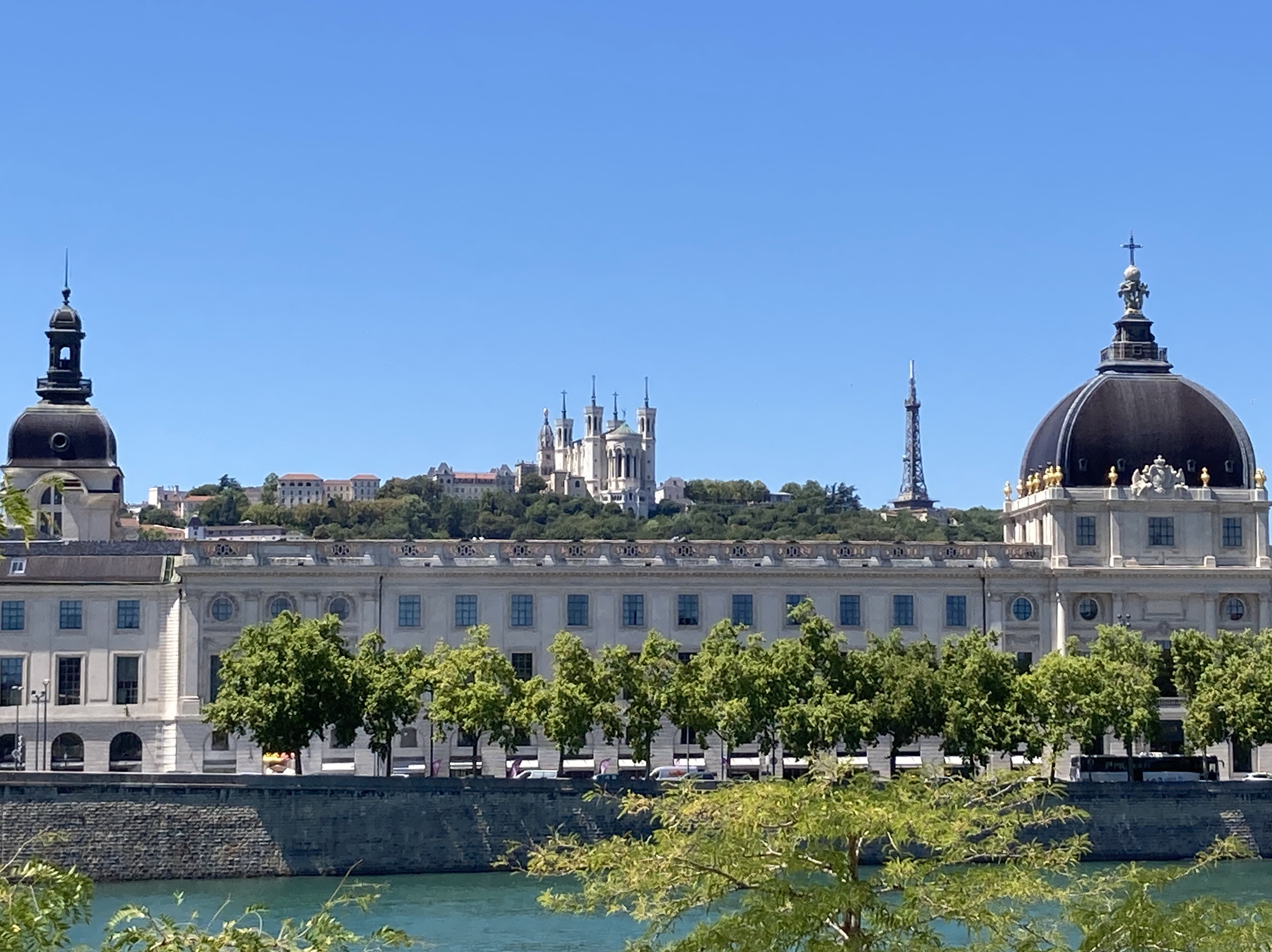
Het Hôtel-Dieu in Lyon met op de achtergrond de Notre-Dame de Fourvière.

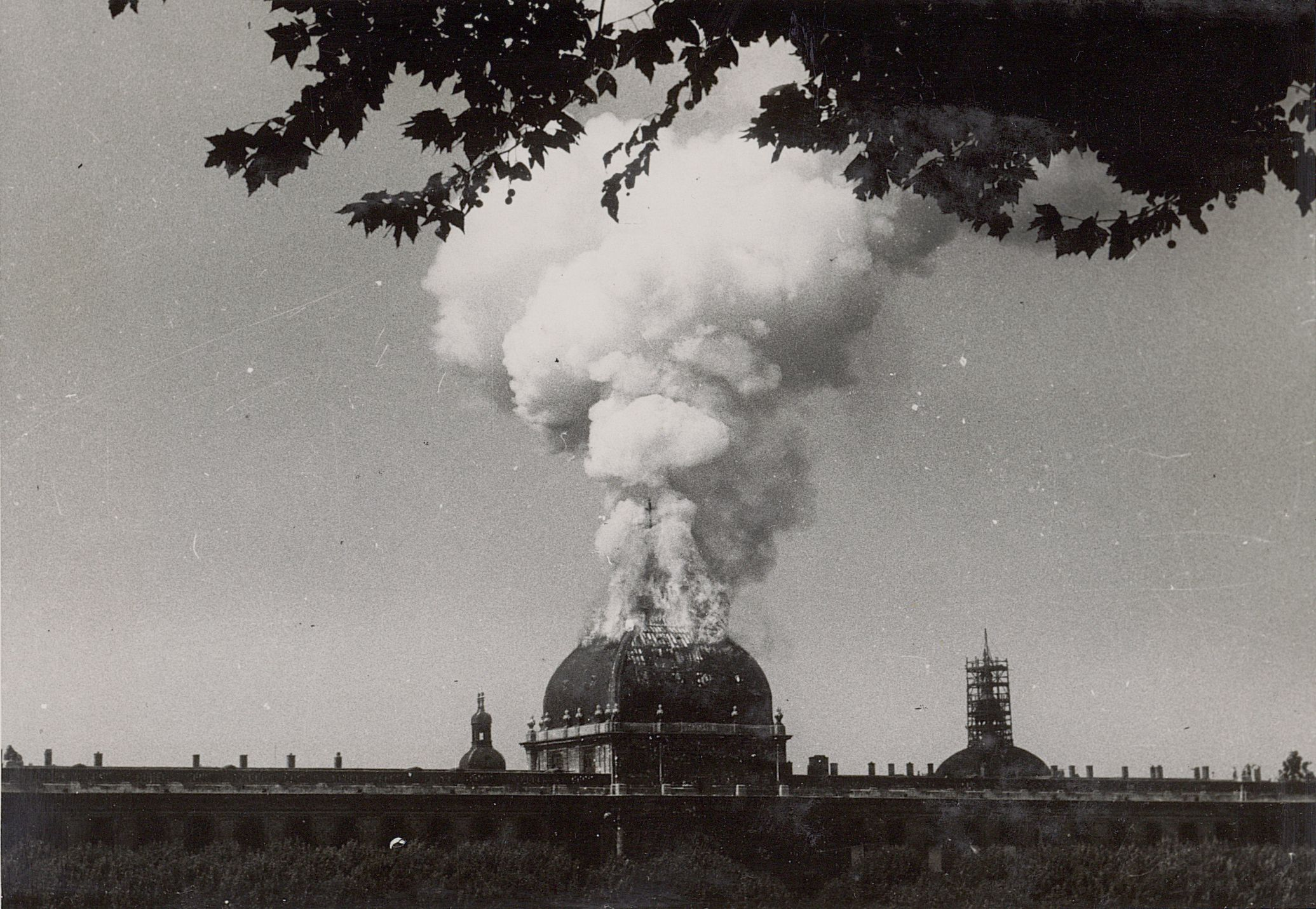
De brand in de koepel van het Hôtel-Dieu op 4 september 1944

Het Hôtel-Dieu in de Franse stad Lyon is een historisch (voormalig) ziekenhuis dat is gelegen op het Presqu'île. Sinds 2019 is er een InterContinental Hotel in gevestigd.

## Geschiedenis
In de twaalfde eeuw werd het Hôtel-Dieu aan de rechteroever van de Rhône opgericht en droeg aanvankelijk de naam "Hospital du Pont du Rosne". Het functioneerde als opvangcentrum voor de armen, pelgrims en reizigers. De bruggenbroeders die het instituut hadden gebouwd, breidden het aanvankelijke gebouw uit met een kapel en een gebouw om zieke reizigers in te kunnen huisvesten.
In 1478 verkochten de broeders het gebouw aan de stad Lyon en om de capaciteit te vergroten besloten de schepenen om een groot ziekenhuis op die plek te bouwen. Een van de medewerkers van het ziekenhuis was de arts François Rabelais. Het Hôtel-Dieu onderging begin achttiende eeuw een grote metamorfose. De directeuren van het ziekenhuis sloten in 1741 een contract met de architect Soufflot om een monumentaal gebouw te bouwen aan de Rhône. Het duurde tot aan 1761 voor het gebouw af was.
De Franse Revolutie zorgde voor zware tijden voor het ziekenhuis. Zo verslechterde de financiële situatie en belandden diverse medewerkers onder de guillotine.
In de negentiende eeuw werd het Hôtel-Dieu weer een actief centrum voor chirurgie. Een eeuw later werd het Hôpital Édouard-Herriot gebouwd om het Hôtel-Dieu te ontlasten. Na de uitbraak van de Eerste Wereldoorlog werd het Hôtel-Dieu een militair ziekenhuis. De grote koepel van het gebouw werd in 1944 tijdens de Bevrijding van Lyon verwoest en in 1957 weer opgebouwd. In 2010 sloot het ziekenhuis zijn deuren en werd het gebouw verhuurd aan InterContinental Hotels.